# Raja Cercle Municipalité d'Agadir (football)
Maillots
Le Raja Cercle Municipalité d'Agadir (en arabe : النادي البلدي رجاء أكادير), plus couramment abrégé en Raja Agadir, est un club marocain de football fondé en 1947 et basé dans la ville d'Agadir.
Il évolue actuellement dans le championnat du Maroc de football D4.

## Historique
Le club passe deux saisons en 1re division : lors de la saison 1974-1975 puis lors de la saison 1982-1983.